# Novitina nigripuncta
Novitina nigripuncta är en fjärilsart som beskrevs av W. Warren 1907. Novitina nigripuncta ingår i släktet Novitina och familjen Thyrididae. Inga underarter finns listade i Catalogue of Life.